# Tamtam-Hocker

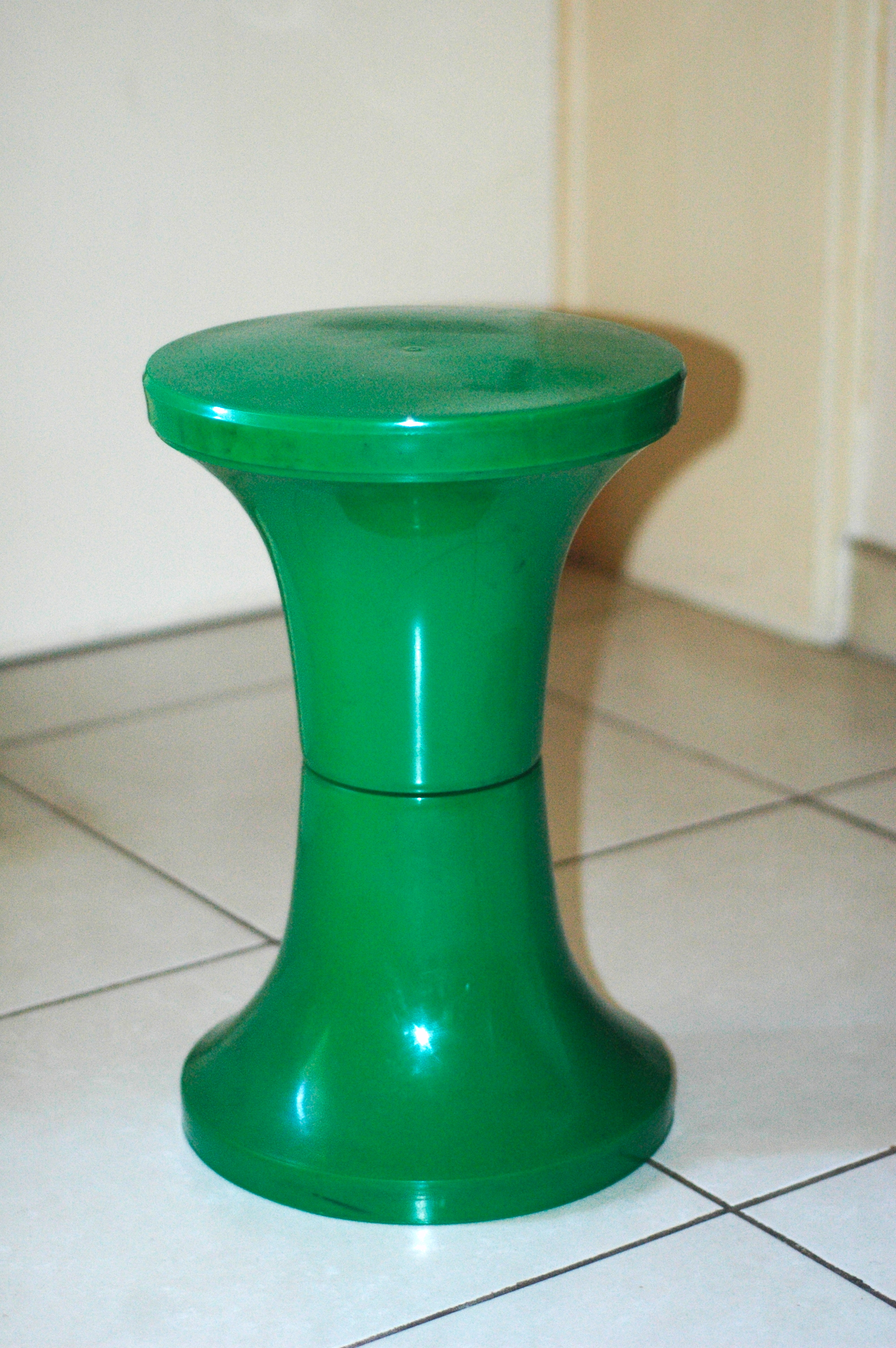
Ein Tamtam-Hocker

Der Tamtam-Hocker (Eigenschreibweise: Tam Tam tabouret)  war eine zu Beginn der 1970er Jahre stark verbreitete Sitzgelegenheit. Eine etwa 30 Zentimeter runde Sitzfläche und eine gleich große Stehfläche wurden durch eine konkav verlaufende Außenhülle aus Kunststoff verbunden, in deren Inneren teilweise auch Gegenstände aufbewahrt werden konnten. Die Form entspricht in etwa einer Sanduhr.
Seinem Erfinder Henri Massonnet schwebte eigentlich eine Entlastung für Angler vor, die sich darauf setzen und ferner das eine oder andere Utensil darin verstauen sollten. Doch die Zielgruppe verschmähte die Neuerung. Von 1968 bis 1972 ging der Hocker gleichwohl millionenfach über den Ladentisch, weil er als praktischer Einrichtungsgegenstand entdeckt wurde. Das Designer-Möbelstück wurde vom New Yorker Museum of Modern Art und dem Pariser Musée des Arts décoratifs zeitweise in ihre Sammlung aufgenommen. Der Tamtam-Hocker kam dann aus der Mode. Inzwischen gelten solche Stücke als Kultobjekte.
Im Jahr 2002 wurde ein Versuch unternommen, den Tamtam-Hocker wieder auf den Markt zu bringen, der auf der Originalgussform Nummer 169 der Massonnet-Firma Stamp in Oyonnax, Département Ain, basiert.

## Trivia
2009 nahm der Designer Eric Berthes die Tam Tam Idee wieder auf und fertigt mit dem Unternehmen Branex Design zusammen einen Tam Tam Hocker mit eingebauten Wireless-Audio-System.